# Политика большой дубинки

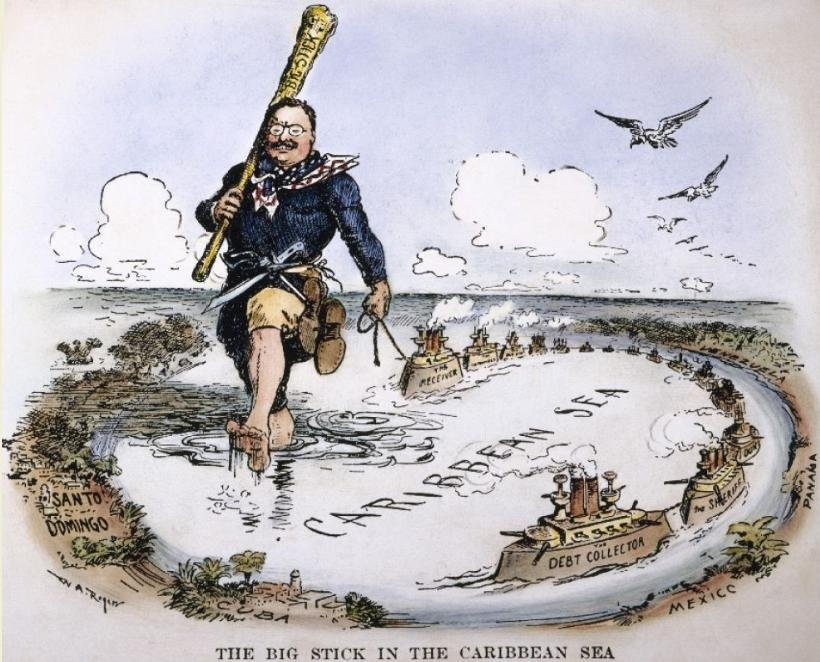
«Большая дубинка в Карибском море». Карикатура на политику Теодора Рузвельта. Роджерс, Уильям Аллен Роджерс, 1904

Политика большой дубинки (англ. Big Stick Policy, Big Stick ideology, Big Stick diplomacy) — расширительное толкование Теодором Рузвельтом доктрины Монро в отношении стран Латинской Америки. Была декларирована в 1904—1905 годах. Предполагала, что если в Латинской Америке возникнут конфликты, то США обеспечат их урегулирование, в том числе и с использованием военной мощи. Впервые этот термин появился в речи Теодора Рузвельта (тогда ещё вице-президента, за несколько дней до убийства Мак-Кинли), произнесённой им 2 сентября 1901 года на ярмарке в штате Миннесота, где президент процитировал западноафриканскую пословицу: «Говори мягко, но держи в руках большую дубинку, и ты далеко пойдёшь» (англ. Speak softly and carry a big stick; you will go far). В более широком толковании — политика с позиции силы, политика силового вмешательства.
В начале 1930-х годов, озабоченное усилением вмешательства Вашингтона во внутренние дела своих южных соседей, правительство Аргентины попыталось консолидировать страны латиноамериканского региона против экспансии США. Карлосом Сааведра Ламасом был выработан проект антиамериканского антивоенного соглашения. В конце 1932 года правительствa нескольких южноамериканских государств подписали антивоенный пакт, получивший название в честь его автора — пакт Сааведра Ламаса. «Белый дом» усмотрел в этом угрозу своим интересам, и в 1933 году президент Франклин Рузвельт объявил об отказе от политики «большой дубинки», провозгласив новую политическую доктрину — политику «доброго соседа».

## Предыстория

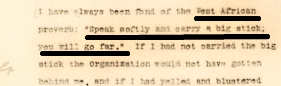
То самое письмо Теодора Рузвельта

Впервые эта фраза упоминается в письме Рузвельта (тогдашнего губернатора штата Нью-Йорк) к Генри Л. Спрагу, датированном 26 января 1900 года. В приступе счастья после того, как удалось заставить нью-йоркский республиканский комитет прекратить поддержку коррумпированного финансового советника, политик написал:
Мне всегда нравилась западноафриканская поговорка: «Говори мягко, но держи в руках большую дубинку, и ты далеко пойдёшь».
В опубликованной 1 апреля 1900 года статье Brooklyn Daily Eagle об интервью губернатора, репортёр отмечал: «По его словам, его девиз взят у жителей Южной Африки: „Говори мягко — но держи в руках большую дубинку — и ты далеко пойдёшь“».

Позже в этом году Рузвельт был избран вице-президентом, затем публично озвучив этот афоризм 2 сентября 1901 года на ярмарке в штате Миннесота: 
Многие из вас, наверное, знают старую пословицу: «Говори мягко, но держи в руках большую дубинку, и ты далеко пойдёшь».
Через четыре дня президент Уильям Мак-Кинли был застрелен; через восемь дней Рузвельт занял его пост.
Отсылка Рузвельта своей фразы к «западноафриканской поговорке» в то время рассматривалось как доказательство его «плодовитых» читательских навыков, но заявление о её западноафриканских корнях является спорным. Каких-либо цитирований этой фразы до Рузвельта обнаружено не было, как и записей о её существовании в этом регионе. Есть версия, что фраза была придумана самим американским политиком.

## Применение
Теодор Рузвельт в ходе двух президентских сроков несколько раз использовал военную силу для поддержки дипломатических усилий и соблюдения доктрины Монро в Латинской Америке. К примерам этого относится кругосветное плавание Великого белого флота из 16 боевых кораблей для демонстрации военной мощи США и её доброжелательности.

### В США
В 1902 году 140 000 шахтёров организовали стачку, требуя повышения заработной платы, сокращения рабочей смены и лучших условий труда. Их возглавлял Джон Митчелл, создавший United Mine Workers (UMW). Горнодобывающие компании отказались выполнять требования UMW и обратились за поддержкой к федеральному правительству. Возможный угольный дефицит мог сильно ударить по экономике, и Рузвельт решил организовать встречу в Белом доме с участием профсоюзов и главами добывающих компаний. Вернувшийся из Вашингтона Митчелл встретился с шахтёрами, с которыми пришёл к консенсусу. Шахтёры решили не поддаваться политическому давлению, и продолжили забастовку. После этого президент решил привлечь военных, но не для насильственного прекращения стачек и восстановления работы добывающих компаний, а для запуска шахт в «общественных интересах». Под угрозой лишения прибыли со своих предприятий, работодатели приняли требования UMW. Позже эта политика была прозвана «справедливым курсом».

### Латинская Америка

#### Венесуэльский кризис и поправка Рузвельта
В начале XX века правительство Венесуэлы получало письма от Великобритании и Германии из-за «актов насилия против свободы британских субъектов и массированного захвата британских кораблей», а также отказа выплачивать внешние долги. Вскоре военными силами этих стран была организована тотальная морская блокада (1902—1903), против которой и выступил Рузвельт. Это событие стало основой для поправки Рузвельта к доктрине Монро. Хотя основа этой концепции уже была расписана в частных письмах президента, её официальное провозглашение произошло в 1904 году. Рузвельт отмечал, что хочет только чтобы «другие республики на этом континенте» были «счастливы и процветали». Для осуществления этого, поправка требует от них «поддерживать порядок в пределах своих границ и выполнять свои обязательства перед чужаками».
Большинство историков, а с ними и главный биограф Рузвельта Говард К. Бил считают, что поправка стала следствием личных убеждений Рузвельта и его связей с иностранными держателями облигаций. Американское общество было очень «напряжено» вследствие двухмесячной блокады, и президент попросил Великобританию и Германию вывести свои войска из региона. В этот момент на Кубе были размещены военно-морские силы США для обеспечения «уважения доктрины Монро». Доктрина не ратифицировалась в сенате и не выносилась на голосования американского народа. Декларация Рузвельта стала первой из многочисленных президентских указов, которые никогда не были ратифицированы.

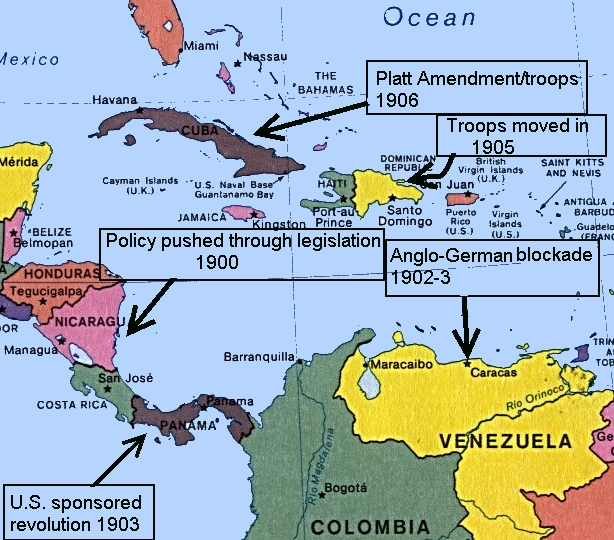
Территории Центральной Америки, подвергшиеся применению политики «большой палки»

#### Дипломатия каналов
В 1899 году конгрессом США была назначена специальная комиссия по постройке канала через панамский перешеек.
В 1901 году государственный секретарь США Джон Хэй оказал давление на правительство Никарагуа для одобрения проекта одноимённого канала. Взамен страна получала 1,5 млн долларов, 100 тыс. долларов ежегодных выплат и гарантии США «обеспечить суверенитет, независимость и территориальную целостность». Позже никарагуанцы вернули договор с одним изменением: вместо 100 тыс. долларов ежегодно они хотели получить 6 млн единоразовым платежом. США приняли эти условия, но после одобрения Конгресса встал вопрос судебной юрисдикции: в зоне канала США её не имели. Этот вопрос был на грани разрешения, пока про-панамские конгрессмены не сумели продавить альтернативный проект канала.
В контролировавшейся Колумбией Панаме США имели большие интересы, а Колумбия и французская компания-концессионер повысили цены на строительные материалы. Отказавшись платить больше, американцы «организовали революцию» в Колумбии. 3 ноября 1903 года Панама при поддержке военного флота США восстала против Колумбии. Получив статус республики, Панама также получила 10 млн долларов от США, ежегодную выплату в 250 тыс. долларов и гарантии независимости. Взамен американцы получили «вечные» права на зону панамского канала. Позже Рузвельт говорил, что «взял канал и поручил Конгрессу обсудить эту проблему». После утраты территории, Колумбия апеллировала к США с требованием пересмотра договоров и переименования Панама-Сити.

#### Куба
После американо-испанской войны в США было много экспансионистов, желавших аннексировать Кубу. Одним из доводов был возможный захват острова иностранными государствами, из-за чего американцам будет сложнее отстаивать там свои интересы. Однако их порывы сталкивались с поправкой Теллера, препятствовавшая установлению США юрисдикции, суверенитета и контроля над островом. кроме умиротворения. Итогом дебатов стало создание поправки Платта, принятой Кубой в конце 1901 года под давлением из Вашингтона. Томас Эндрю Бейли в «Дипломатической истории американского народа» следующим образом характеризует её содержание:
1. Куба не могла принимать решения, ухудшавшие её независимость или позволявшие иностранной державе [например Германии] получить контроль над островом для обеспечения безопасности.
2. Куба обещает не иметь финансовой задолженности [Это может привести к иностранной интервенции].
3. США имеют право на интервенции для сохранения порядка и поддержания кубинской независимости.
4. Куба соглашается со спонсируемой США санитарной программой [была направлена в основном на борьбу с жёлтой лихорадкой].
5. Куба соглашается с продажей или сдачей в аренду США мест для размещения военно-морского флота и угольных станций [главной базой стало Гуантанамо][20].

После этого на острове были размещены войска США.

### Япония
В ходе дипломатических переговоров в Портсмуте об окончании русско-японской войны Рузвельт убедил японцев отказаться от ряда требований к проигравшей стороне. За помощь в урегулировании конфликта он был награждён в 1906 году Нобелевской премией мира.